# Мигацци, Кристоф Антон фон
Кристоф Бартоломеус Антон Мигацци фон Ваал унд Зоннентурн (нем. Christoph Bartholomäus Anton Migazzi Von Waal Und Sonnenthurn; 20 октября 1714, Трент, Трентское епископство, Священная Римская империя — 14 апреля 1803, Вена, эрцгерцогство Австрия, Священная Римская империя) — австрийский кардинал и граф, доктор обоих прав. Титулярный архиепископ Карфагена с 20 сентября 1751 по 20 сентября 1756. Коадъютор архиепархии Мехелена, с правом наследования, с 20 сентября 1751 по 18 июля 1756. Коадъютор епархии Ваца с 22 марта по 22 сентября 1756. Епископ Ваца с 20 сентября 1756 по 23 марта 1757. Архиепископ Вены с 23 марта 1757 по 14 апреля 1803. Апостольский администратор Ваца с 19 апреля 1762 по 9 января 1786. Кардинал-священник с 23 ноября 1761, с титулом церкви Санти-Куаттро-Коронати с 3 апреля 1775 по 14 апреля 1803. Кардинал-протопресвитер с 21 января 1788 по 14 апреля 1803.